# 1970年の野球
1970年の野球（1970ねんのやきゅう）では、1970年の野球界における動向をまとめる。

## 競技結果

### 日本プロ野球

#### ペナントレース
| 順位 | 球団             | 勝 | 敗 | 分 | 勝率 | 差   |
| 1位  | 読売ジャイアンツ | 79 | 47 | 4  | .627 | 優勝 |
| 2位  | 阪神タイガース   | 77 | 49 | 4  | .611 | 2.0  |
| 3位  | 大洋ホエールズ   | 69 | 57 | 4  | .548 | 10.0 |
| 4位  | 広島東洋カープ   | 62 | 60 | 8  | .508 | 15.0 |
| 5位  | 中日ドラゴンズ   | 55 | 70 | 5  | .440 | 23.5 |
| 6位  | ヤクルトアトムズ | 33 | 92 | 5  | .264 | 45.5 |

| 順位 | 球団             | 勝 | 敗 | 分 | 勝率 | 差   |
| 1位  | ロッテオリオンズ | 80 | 47 | 3  | .630 | 優勝 |
| 2位  | 南海ホークス     | 69 | 57 | 4  | .548 | 10.5 |
| 3位  | 近鉄バファローズ | 65 | 59 | 6  | .524 | 13.5 |
| 4位  | 阪急ブレーブス   | 64 | 64 | 2  | .500 | 16.5 |
| 5位  | 東映フライヤーズ | 54 | 70 | 6  | .435 | 24.5 |
| 6位  | 西鉄ライオンズ   | 43 | 78 | 9  | .355 | 34.0 |

#### 日本シリーズ
| 日付                                    | 試合   | ビジター球団（先攻） | スコア | ホーム球団（後攻） | 開催球場       |
| --------------------------------------- | ------ | -------------------- | ------ | ------------------ | -------------- |
| 10月27日（火）                          | 第1戦  | ロッテオリオンズ     | 0 - 1  | 読売ジャイアンツ   | 後楽園球場     |
| 10月28日（水）                          | 第2戦  | ロッテオリオンズ     | 3 - 6  | 読売ジャイアンツ   | 後楽園球場     |
| 10月29日（木）                          | 移動日 | 移動日               | 移動日 | 移動日             | 移動日         |
| 10月30日（金）                          | 第3戦  | 読売ジャイアンツ     | 5 - 3  | ロッテオリオンズ   | 東京スタジアム |
| 11月1日（日）                           | 第4戦  | 読売ジャイアンツ     | 5 - 6  | ロッテオリオンズ   | 東京スタジアム |
| 11月2日（月）                           | 第5戦  | 読売ジャイアンツ     | 6 - 2  | ロッテオリオンズ   | 東京スタジアム |
| 優勝：読売ジャイアンツ（6年連続14回目） |        |                      |        |                    |                |

#### 個人タイトル
|                               | セントラル・リーグ | セントラル・リーグ | セントラル・リーグ | パシフィック・リーグ | パシフィック・リーグ | パシフィック・リーグ |
| タイトル                      | 選手               | 球団               | 成績               | 選手                 | 球団                 | 成績                 |
| ----------------------------- | ------------------ | ------------------ | ------------------ | -------------------- | -------------------- | -------------------- |
| 最優秀選手                    | 王貞治             | 巨人               |                    | 木樽正明             | ロッテ               |                      |
| 最優秀新人                    | 谷沢健一           | 中日               |                    | 佐藤道郎             | 南海                 |                      |
| 最優秀投手                    | 平松政次           | 大洋               |                    |                      |                      |                      |
| 沢村栄治賞                    | 平松政次           | 大洋               |                    |                      |                      |                      |
| 首位打者                      | 王貞治             | 巨人               | .325               | 張本勲               | 東映                 | .383                 |
| 最多本塁打                    | 王貞治             | 巨人               | 47本               | 大杉勝男             | 東映                 | 44本                 |
| 最多打点                      | 長嶋茂雄           | 巨人               | 105打点            | 大杉勝男             | 東映                 | 129打点              |
| 最多盗塁                      | 東条文博           | ヤクルト           | 28盗塁             | 福本豊               | 阪急                 | 75盗塁               |
| 最多安打                      | 王貞治             | 巨人               | 138安打            | 張本勲               | 東映                 | 176安打              |
| 最多出塁数(セ) 最高出塁率(パ) | 王貞治             | 巨人               | 263出塁            | 張本勲               | 東映                 | .467                 |
| 最優秀防御率                  | 村山実             | 阪神               | 0.98               | 佐藤道郎             | 南海                 | 2.05                 |
| 最多勝利                      | 平松政次           | 大洋               | 25勝               | 成田文男             | ロッテ               | 25勝                 |
| 最多奪三振                    | 江夏豊             | 阪神               | 340奪三振          | 鈴木啓示             | 近鉄                 | 247奪三振            |
| 最高勝率                      | 村山実             | 阪神               | .824               | 佐々木宏一郎         | 近鉄                 | .773                 |

#### ベストナイン
|          | セントラル・リーグ | セントラル・リーグ | パシフィック・リーグ | パシフィック・リーグ |
| 守備位置 | 選手               | 球団               | 選手                 | 球団                 |
| -------- | ------------------ | ------------------ | -------------------- | -------------------- |
| 投手     | 平松政次           | 大洋               | 木樽正明             | ロッテ               |
| 捕手     | 木俣達彦           | 中日               | 野村克也             | 南海                 |
| 一塁手   | 王貞治             | 巨人               | 大杉勝男             | 東映                 |
| 二塁手   | 安藤統夫           | 阪神               | 山崎裕之             | ロッテ               |
| 三塁手   | 長嶋茂雄           | 巨人               | 有藤通世             | ロッテ               |
| 遊撃手   | 藤田平             | 阪神               | 阪本敏三             | 阪急                 |
| 外野手   | 高田繁             | 巨人               | 張本勲               | 東映                 |
| 外野手   | 江尻亮             | 大洋               | G.アルトマン         | ロッテ               |
| 外野手   | 中暁生             | 中日               | 長池徳二             | 阪急                 |

### 高校野球
- 第42回選抜高等学校野球大会優勝：箕島（和歌山県）
- 第52回全国高等学校野球選手権大会優勝：東海大相模（神奈川県）

### 大学野球
- 第19回全日本大学野球選手権大会優勝：中京大
- 第1回明治神宮野球大会優勝：東海大

- 東京六大学野球連盟優勝 春：法政大、秋：法政大
- 東都大学野球連盟優勝 春：芝浦工業大、秋：中央大
- 関西大学野球連合優勝 春：関西大、秋：関西大

### 社会人野球
- 第41回都市対抗野球大会優勝：大昭和製紙
- 第20回日本産業対抗野球大会優勝：丸善石油

### メジャーリーグ
- ワールドシリーズ
ボルチモア・オリオールズ（ア・リーグ） （4勝1敗） シンシナティ・レッズ（ナ・リーグ）

## できごと

### 1月
- 1月5日
  - アトムズのオーナーの松園尚巳が日本橋のヤクルト本社にて記者会見し、球団名を今後「ヤクルト・アトムズ」とすると正式に発表[2]。
  - 前年のドラフト会議で大洋に1位指名されるも入団を拒否して物議を醸していた早大の荒川尭が暴漢に襲われ、頭と左手に約二週間の怪我を負った[3]。
- 1月7日 - 広島は野球評論家の広岡達朗のコーチ就任を発表[4]。
- 1月11日 - 阪神は近鉄を自由契約となった鎌田実の入団を発表[5]。
- 1月30日 - 近鉄は球団社長兼球団代表の芥田武夫が辞任し、後任に本社専務取締役の今里英三が球団社長に、球団常務取締役の中村肇が球団代表に就任すると発表[6]。

### 4月
- 4月1日 - 東京・後楽園球場に全電光スコアボードが完成。
- 4月2日 - 前年引退した巨人の金田正一の引退試合が後楽園球場での巨人対ヤクルトのオープン戦で行われ、金田は六回表に登板し1回を投げて降板。試合前に特別表彰式が行われ、オーナーの正力亨は金田の功績を讃え、金田の背番号34を永久欠番にすると発表[7]。
- 4月6日 - 第42回選抜高等学校野球大会の決勝戦が行われ、箕島が北陽を8-7で破って初優勝[8]。
- 4月10日 - 元西鉄の永易将之が衆議院第二議員会館一階の第一会議室にて午後3時より記者会見し、半年ぶりに公の場に姿を現す。自分以外に八百長に関わった選手として、益田昭雄、与田順欣、基満男、村上公康、池永正明、田中勉の名前を挙げる。また元南海の佐藤公博には報酬と引き換えに先発投手の情報を漏らしたこと、西鉄から口止め料として合計550万円を受け取っていたことを述べる[9]。
- 4月15日 - 西鉄の池永正明が小倉球場での西鉄対ロッテ1回戦で勝利投手となり、プロ通算100勝を達成[10]。
- 4月19日 - 東映の毒島章一が後楽園球場での対阪急2回戦の六回裏に三塁打を打ち、通算三塁打数が元阪神の金田正泰の記録を更新するプロ野球新記録の104本となる[11]。
- 4月23日
  - 警視庁捜査四課は小型自動車競走法違反などの容疑で、田中勉、元大洋の高山勲を逮捕[12]。
  - 平和台球場での西鉄対阪急3回戦にて、西鉄は二回から七回の6イニング連続で併殺を完成させる。中日が1950年4月29日対巨人戦で記録して以来2度目[13]。
- 4月24日 - 南海の野村克也が後楽園での東映対南海1回戦で4回表に6号本塁打を放ち、プロ通算450本塁打を達成[14]。
- 4月29日
  - 東京地検特捜部は田中勉が週刊ポストを名誉棄損で告訴した件に絡んでの八百長野球の捜査の一環として、西鉄ライオンズのオーナーの楠根宗生を参考人として東京地検第二庁舎に呼び事情聴取。楠根は永易に対して合計で550万円を渡したことを認める[15]。
  - 近鉄の鈴木啓示が日生球場での対阪急3回戦の四回表に米田哲也を三振に打ち取り、プロ通算1000奪三振を達成[16]。

### 5月
- 5月4日 - プロ野球コミッショナー委員会は永易発言で疑惑に登った西鉄6選手を、東京・銀座の日生会館に呼び事情聴取。全員八百長を否定[17]。
- 5月6日
  - 警視庁捜査四課は警視庁に出頭した中日ドラゴンズの小川健太郎を午前10時から取調べ、午前11時10分に小型自動車競走法の収賄容疑で逮捕[18]。
  - プロ野球コミッショナー委員会は益田昭雄、与田順欣を、疑惑が濃くなったとして野球協約の404条「制裁の範囲」を適用し出場停止処分を下したと発表[19]。
- 5月7日 - 西鉄は午後1時から平和台球場にて記者会見し、村上、基、船田、池永の4選手について5月いっぱい公式戦の出場を見合わせると発表[20]。
- 5月8日 - 西鉄は上記4選手を福岡市内の西鉄本社にて呼び個別に事情聴取、これは夕方から深夜に及び、9日午前1時45分より西鉄は記者会見し、調査の結果4選手は必ずしも白とは言えない要素が出てきたと認める。
- 5月9日 - 朝日新聞が東映フライヤーズの2投手が八百長の誘いを受けていたと報道[21]。球団は田中調と森安敏明の2人から球団代表の田沢八十彦が事情を聴き、午後11時より田中、田沢、森安が記者会見し、田中が永易から八百長を頼まれたが断ったと語る[22]。
- 5月13日 - 西鉄オーナーの楠根宗生が福岡市内の西鉄本社で記者会見し、八百長事件の責任をとって西鉄本社社長、球団オーナーを辞任すると発表[23]。
- 5月18日 - 巨人の渡辺秀武が後楽園球場での対広島7回戦に先発し、ノーヒットノーランを達成。2四球、2失策の4出塁を許したのみで125球を投じる[24]。
- 5月19日 - 警視庁捜査四課は阪神の葛城隆雄を小型自動車競走法違反の疑いで逮捕[25]。セ・リーグ会長の鈴木龍二は葛城を無期限の出場停止処分と発表。
- 5月23日 - 後楽園球場で行われた東映対近鉄戦で、東映の白仁天が3回裏の打席で見逃し三振の判定に怒り、主審の露崎元弥を突き飛ばして退場処分を受ける。白はさらに露崎を投げ飛ばし露崎は胸部の打撲で約1週間のけがを負う[26]。
- 5月25日
  - プロ野球コミッショナー委員会が午後3時半から東京・後楽園の野球博物館にて記者会見し、西鉄6選手の黒い霧事件の処分について池永正明・与田順欣・益田昭雄3投手を永久追放、村上公康、船田和英を11月末までの一切の野球活動停止、基満男を厳重戒告とする[27][28]。
  - パ・リーグ審判の露崎元弥が東映の白仁天を23日の試合の件について、東京・富坂署に暴行、傷害で告訴[29]。
- 5月27日 - 西鉄本社は午後2時より株主総会を開き、その後の取締役会で社長の楠根宗生が退任し、後任に専務の吉本弘次が就任、代表取締役専務兼球団オーナーに木本元敬を選出[30]。木本は記者会見し、球団運営について「経営的に西鉄以上のバックが出てくれば、あえて西鉄という名前にはこだわらない」と発言[31]。

### 6月
- 6月2日 - 南海の監督兼選手の野村克也が大阪球場での対阪急9回戦の一回裏に12号2点本塁打を放ち、川上哲治の持つプロ野球通算1320の記録を更新する通算1322打点となる[32]。
- 6月3日 - 中日とロッテは東京・大手町のパレス・ホテルにて午後4時30分から記者会見し、1969年12月に任意引退した元中日の江藤慎一とロッテの川畑和人とのトレードが成立したと発表[33]。
- 6月9日
  - 大洋の鬼頭洋が川崎球場での対ヤクルト5回戦に先発し、ノーヒットノーランを達成[34]。
  - コミッショナー委員会は、オートレースの八百長に絡んだ中日の小川健太郎を、統一契約書違反で永久失格処分にすると発表[35]。
- 6月15日 - コミッショナー委員会は、黒い霧事件に関連して近鉄バファローズの球団職員の山崎晃を永久追放にすると発表[36]。
- 6月18日 - コミッショナー委員会は、オートレースの八百長容疑で逮捕された阪神の葛城隆雄を3カ月の期限付失格選手に指名[37]。
- 6月20日 - ヤクルトはロッテの篠原良昭を金銭トレードで獲得したと発表[38]。

### 7月
- 7月1日 - 南海の広瀬叔功が大阪球場での対西鉄6回戦の一回裏に盗塁に成功し、木塚忠助の持つプロ野球通算盗塁478の記録に並ぶ[39]。
- 7月2日 - 阪神の江夏豊が川崎球場での対大洋7回裏に重松省三から三振を奪い、プロ通算1000奪三振を達成[40]。
- 7月7日 - 阪神の監督兼選手の村山実が甲子園球場での対大洋13回戦で3勝目をあげ、プロ通算200勝を達成[41]。
- 7月10日 - 東映の毒島章一が日生球場での対近鉄9回戦の4回表に代打で出場し、プロ通算2000試合を達成[42]。
- 7月30日
  - コミッショナー委員会は黒い霧事件で東映の森安敏明を永久追放、田中調を厳重戒告にしたと発表。
  - 東映は監督の松木謙治郎が休養し、ヘッドコーチの田宮謙次郎が監督代行を務めると発表。
- 7月31日 - 南海の広瀬叔功が日生球場での対近鉄13回戦の5回表に二盗を決めて通算盗塁が479となり、木塚忠助の持つ通算盗塁数478を抜くプロ野球新記録を達成[43]。

### 8月
- 8月2日 - 第41回都市対抗野球の富士市の大昭和製紙と神戸市の三菱重工神戸の決勝戦が後楽園球場で行われ、延長14回1-1で大会規定により引き分けとなる[44]。
- 8月3日 - 第41回都市対抗野球の決勝戦の再試合が後楽園球場にて午後6時32分より行われ、富士市の大昭和製紙が神戸市の三菱重工神戸を3-0で下し優勝[45]。
- 8月4日 - 広島の山内一弘が中日球場での対中日16回戦の1回表に5号本塁打を放ち、プロ通算4000塁打を達成[46]。
- 8月6日 - 阪神の遠井吾郎が神宮球場での対ヤクルト16回戦の4回表に5号本塁打を放ち、プロ通算1000安打を達成[47]。
- 8月11日 - 巨人の王貞治が後楽園球場での対ヤクルト16回戦に出場し、プロ通算1500試合出場を達成[48]。
- 8月16日 - ロッテの江藤慎一が小倉球場での対西鉄8回戦の四回表に安打を放ち、プロ通算1500安打を達成[49]。
- 8月19日 - ヤクルトは監督の別所毅彦を解任を発表。一軍投手コーチの小川善治が代理監督となる[50]。
- 8月20日 - 第52回全国高校野球選手権大会は神奈川・東海大相模高校が初優勝。監督の原貢は福岡・三池工業高校時代の1965年（第47回）に続き2校にまたがっての優勝監督となる。
- 8月25日 - ヤクルトは神宮球場での対中日18回戦に0-2と敗れ、日本プロ野球記録タイ（当時）の16連敗を記録[51]。
- 8月26日
  - 阪神タイガースの田淵幸一が阪神甲子園球場での広島東洋カープ19回戦の3回裏に、外木場義郎から頭部に死球を受けて昏倒。これ以後、球界には「耳当て」付きヘルメットの使用が定着化する[52]。
  - ヤクルトが神宮球場での対中日19回戦に延長13回2-1とサヨナラ勝ちし、連敗を16で止める[53]。

### 9月
- 9月13日 - 阪神の若生智男が中日球場での対中日21回戦に先発登板し、プロ通算500試合登板を達成[54]。
- 9月18日 - 巨人の森昌彦が川崎球場での対大洋20回戦の七回から出場し、プロ通算1500試合出場を達成[55]。
- 9月20日 - 阪急の八田正が西宮球場での対西鉄25回戦の五回裏に代打として登場し、プロ通算1500試合出場を達成[56]。
- 9月25日 - 東映の張本勲が西宮球場での対阪急19回戦に3番・左翼で先発出場し、プロ通算1500試合出場を達成[57]。
- 9月29日 - 南海の広瀬叔功が大阪球場での対西鉄18回戦の一回裏に樋口正蔵の適時打で生還し、プロ通算1000得点を達成[58]。

### 10月
- 10月6日 - 近鉄の佐々木宏一郎が大阪球場での南海23回戦に先発し、完全試合を達成[59]。
- 10月7日 - 東京球場にてロッテ対西鉄25回戦に5-4と勝利し、2位の南海が大阪球場での対近鉄24回戦に1-3と敗れたため、ロッテが10年ぶりにパ・リーグ優勝[60]。
- 10月8日
  - 広島の山内一弘が広島市民球場にて今季限りでの現役引退を表明[61]。
  - 大洋から前年のドラフト会議で1位指名された荒川尭が大洋と契約、球団はセ・リーグに出場選手登録をの手続きを行い、リーグも公示[62]。
- 10月16日 - 阪急の梶本隆夫が西宮球場での対ロッテ24回戦に先発登板し、プロ通算800試合登板を達成[63]。
- 10月18日 - 南海の野村克也が大阪球場での対西鉄26回戦の3回裏に安打を放ち、プロ通算2000安打を達成[64]。
- 10月19日
  - 東映の大杉勝男が西宮球場での対阪急ダブルヘッダー第二試合の26回戦の八回表に44号3点本塁打を放ち、プロ通算150本塁打を達成[65]。
  - 近鉄の監督の三原脩が球団社長の今里英三に対し、「家庭の事情で。契約期限の切れる今年限りで退団したい」と申し入れる[66]。
- 10月21日 - 東映は代理監督の田宮謙次郎の監督昇格を発表[67]。
- 10月22日 - 巨人対中日25回戦が中日球場で行われ巨人が4-1で中日に勝ち、セ・リーグ6連覇を達成[68]。同時にセ・リーグの連覇記録更新。
- 10月23日 - パ・リーグの全日程が終了[69]。
- 10月24日 - 沢村賞の選考委員会が東京運動記者クラブ部長会によって東京・有楽町の交通大飯店で正午から開かれ、大洋の平松政次を選出[70]。
- 10月25日 - 阪神の若生智男が甲子園球場での対広島最終戦に先発して13勝目を挙げ、プロ通算100勝を達成[71]。

### 11月
- 11月2日 - 日本シリーズ第5戦が東京球場で行われ巨人がロッテに6-2に勝利し、日本シリーズ6連覇を達成[72]。
- 11月3日 - 1970年度の最優秀選手、最優秀選手、ベストナインを決めるプロ野球記者投票の開票が東京・銀座のプロ野球コミッショナー事務局で午前10時より行われ、最優秀選手に王貞治、木樽正明、最優秀新人に谷沢健一と佐藤道郎が選出される[73]。
- 11月6日 - 巨人の打撃コーチの荒川博がオーナーの正力亨に辞表を提出し退団を申し入れる[74]。
- 11月7日
  - ヤクルトは東京・日本橋本町のヤクルト本社役員室にて午後2時半より三原脩の監督就任、中西太のヘッドコーチの就任を正式に発表[75]。
  - 近鉄は野球評論家の鶴岡一人に対し監督就任を要請[76]。
- 11月9日 - プロ野球新人選抜会議が東京・日生会館にて午前11時から行われ、107名が指名される[77]。
- 11月18日 - 近鉄から監督就任を要請されていた鶴岡一人が、内臓の状態が悪く監督の激務に耐えられないことを理由に要請を断ることを近鉄に伝える[78]。
- 11月19日 - トレード活性化のため、東京・日生会館において第1回選抜会議が開催される。保有選手の20％を各球団がリストアップして会議に提出、そのリストから各球団が順次トレード指名を行い、14人が指名された。
- 11月25日
  - 野球博物館に表彰される人物を選ぶ競技者表彰委員会による投票が開票され、天地俊一、二出川延明を選出[79]。
  - ロッテは濃人渉監督が来シーズンも指揮を執ることを決定し、コーチ陣の全員残留も決める[80]。

### 12月
- 12月3日 - メジャーリーグの1970年度の優秀選手の表彰式がビバリー・ヒルのヒルトン・ホテルにて行われ、巨人の王貞治とオーナーの正力松太郎が外国人としてはじめて特別表彰を受ける[81]。
- 12月4日 - 南海の杉浦忠が大阪市浪速区の球団事務所にて球団代表の新山滋と去就について話会い、今季限りでの現役引退が決定[82]。
- 12月9日 - 巨人は午後0時30分から東京・銀座の読売新聞社会議室にて前広島の山内一弘が二軍打撃コーチに就任すると正式に発表[83]。
- 12月16日 - 野球体育博物館に表彰、掲載される特別表彰者を決める野球博物体育館特別表彰委員会が正午から東京・日比谷の日生会館で開かれ、中馬庚、田村駒治郎、直木松太郎の三名を選出[84]。
- 12月22日
  - 阪急は午後6時から梅田の新阪急ホテルにて来季の1,2軍のコーチ陣容を発表。打撃コーチに前広島の上田利治、守備コーチにダリル・スペンサーが就任。スペンサーは68年以来3年ぶりに阪急に復帰[85]。
  - 西鉄は黒い霧事件でコミッショナー委員会から5月25日から11月30日までの野球活動の停止処分を受けた船田和英と村上公康と来季の契約を結ぶ[86]。
- 12月26日
  - ヤクルトは午後3時半から日本橋のヤクルト本社にて大洋から金銭トレードで獲得した同球団が69年11月のドラフト会議で1位指名した荒川尭の入団を正式に発表。ヤクルトは銀座のセ・リーグ事務所に支配下登録の公示の申請を行ったが、セ・リーグ会長の鈴木龍二は公示を保留[87]。
  - 巨人の高橋明・田中章・梅田邦三と西鉄の広野功・浜村健史のトレードが成立したと巨人、西鉄両球団が正式に発表[88]。

## 誕生

### 1月
- 1月5日 - 田中敏弘
- 1月12日 - ナイジェル・ウィルソン
- 1月13日 - 鈴木健
- 1月14日 - 進藤達哉
- 1月18日 - 中垣征一郎
- 1月23日 - シャーマン・オバンドー
- 1月26日 - ダン・カールソン
- 1月28日 - 池末和隆
- 1月30日 - 岸川登俊

### 2月
- 2月1日 - エドウィン・ハタド
- 2月1日 - 吉本文弘
- 2月5日 - クリス・ブロック
- 2月14日 - 斎藤隆
- 2月16日 - 中込伸
- 2月20日 - 忰田幸也

### 3月
- 3月1日 - 鄭珉台
- 3月10日 - 鈴木平
- 3月11日 - ペドロ・カステヤーノ
- 3月17日 - 島田直也
- 3月24日 - 桑元孝雄

### 4月
- 4月2日 - 鮎川義文
- 4月7日 - 赤堀元之
- 4月10日 - 川名慎一
- 4月11日 - 尾山敦
- 4月11日 - ショーン・バーグマン
- 4月11日 - ジョー・ビティエロ
- 4月13日 - 古屋剛
- 4月14日 - 神野純一
- 4月15日 - 江藤智
- 4月18日 - 佐伯貴弘
- 4月18日 - 髙嶋徹（+ 2021年）
- 4月21日 - 佐藤秀樹
- 4月23日 - 長尾健司
- 4月26日 - 斉藤貢
- 4月29日 - 山口幸司

### 5月
- 5月2日 - ジョー・クロフォード
- 5月4日 - 星野おさむ
- 5月7日 - リード・シークリスト
- 5月7日 - マーク・スミス
- 5月14日 - 立石尚行
- 5月19日 - 佐川潔
- 5月25日 - ルイス・オルティス
- 5月25日 - 波留敏夫
- 5月27日 - 松岡大吾
- 5月30日 - 門奈哲寛
- 5月31日 - 岡幸俊
- 5月31日 - 村上誠一
- 5月31日 - 山之内健一

### 6月
- 6月4日 - 後藤隆之
- 6月6日 - 垣内哲也
- 6月7日 - 平良幸一
- 6月8日 - 井上純
- 6月11日 - ビル・セルビー
- 6月17日 - 古河有一
- 6月21日 - 酒井忠晴
- 6月29日 - 渡邉博幸

### 7月
- 7月1日 - 幸田正広
- 7月13日 - 石毛博史
- 7月23日 - 鶴田泰
- 7月24日 - 梶山義彦

### 8月
- 8月7日 - グレッグ・パークル
- 8月8日 - 堀江賢治
- 8月9日 - パット・マホームズ
- 8月10日 - 小倉恒
- 8月13日 - エディ・ギャラード
- 8月14日 - 馬海泳
- 8月15日 - 李鍾範
- 8月16日 - 佐野貴英
- 8月19日 - 日笠雅人
- 8月20日 - アディエル・パルマ
- 8月21日 - クレイグ・カウンセル
- 8月24日 - 篠田淳
- 8月25日 - 石井琢朗
- 8月26日 - 田口昌徳
- 8月26日 - 前田幸長
- 8月27日 - ジム・トーミ
- 8月28日 - 西山一宇
- 8月31日 - 山本樹

### 9月
- 9月1日 - 木村龍治
- 9月2日 - 安藤信二
- 9月8日 - 市場孝之
- 9月9日 - ダン・ミセリ
- 9月11日 - 松本尚樹
- 9月18日 - オジー・ティモンズ
- 9月28日 - ブライアン・バンクス
- 9月29日 - 吉田篤史

### 10月
- 10月1日 - 的山哲也
- 10月3日 - 浜涯泰司
- 10月5日 - 平野直樹
- 10月7日 - ティム・アンロー
- 10月7日 - 和田孝志
- 10月8日 - デーブ・ドスター
- 10月13日 - 須田喜照
- 10月14日 - トニー・ミッチェル
- 10月30日 - 伊藤智仁

### 11月
- 11月5日 - 宮本慎也
- 11月18日 - 川北和典
- 11月24日 - ジェイソン・ハッカミー
- 11月30日 - 小林宏

### 12月
- 12月1日 - 小早川幸二
- 12月9日 - トニー・タラスコ
- 12月18日 - マイク・グラン
- 12月21日 - 谷繁元信
- 12月25日 - 千代丸亮彦
- 12月28日 - 山原和敏

## 死去
- 2月5日 - ルディ・ヨーク（*1913年）
- 2月27日 - 中谷準志（*1918年）
- 8月9日 - 飯島滋弥（*1919年）
- 11月17日 - 広瀬謙三（*1895年）